# ويليام جاي ويليس
ويليام جاي ويليس (بالإنجليزية: William J. Willis)‏ هو فيزيائي وأستاذ جامعي أمريكي، ولد في 15 سبتمبر 1932 في فورت سميث في الولايات المتحدة، وتوفي في 1 نوفمبر 2012.